# Delwood
Delwood – jednostka osadnicza w Stanach Zjednoczonych, w stanie Wisconsin, w hrabstwie Adams.